# 千葉大学未来粘膜ワクチン研究開発シナジー拠点
千葉大学未来粘膜ワクチン研究開発シナジー拠点は、日本政府による「ワクチン開発・生産体制強化戦略」に基づいた、最先端のワクチン開発・感染症研究等を進める為の千葉大学の組織及び研究施設。初代拠点長は清野宏。

## 概要
2022年8月、日本政府主導による「ワクチン開発のための世界トップレベル研究開発拠点の形成事業」（フラッグシップ拠点、シナジー拠点、サポート機関）のシナジー拠点に採択された。
ヒト細胞共培養やオルガノイド技術等を利用したヒト粘膜免疫の理解や、病原性免疫記憶、生体防御免疫記憶等の免疫誘導の場と記憶免疫の理解に基づいた粘膜ワクチン研究開発を推進する。「呼吸器感染症をターゲットにした経鼻ワクチン」、「腸管感染症の予防を目指す経口ワクチン」の開発を中心に推進し、研究部門、附属病院、企業との強力な連携により、有効で安全・安心な粘膜ワクチンの実用化による社会貢献を目指す。

## フラッグシップ拠点
- 東京大学新世代感染症センター

## シナジー拠点
- 北海道大学ワクチン研究開発拠点
- 千葉大学未来粘膜ワクチン研究開発シナジー拠点
- 大阪大学ワクチン開発拠点
- 長崎大学感染症研究出島特区

## サポート機関
- 実験動物中央研究所 - 小型実験動物
- 医薬基盤・健康・栄養研究所 - 大型小型実験動物
- 滋賀医科大学 - 大型小型実験動物
- 京都大学 - ヒト免疫についての解析等
- 理化学研究所 - ヒト免疫についての解析等
- 東京大学 - ゲノム解析等